# 金在賢
金 在賢（キム・ジェヒョン、英語: Kim Jae-hyeon、朝鮮語:  김재현、2002年12月20日 - ）は、大韓民国の男子バドミントン選手。

## 経歴
2022年の韓国オープンで、李龍大とのペアで出場し、同胞ペアに敗れた。
2024年8月から、2歳年上の奇東柱とペアを組む。インドネシア・インターナショナルでは、2回戦で第1シードを破り、決勝もストレートで勝利して優勝した。